# El Clot del Forn
El Clot del Forn és una masia d'Oristà (Lluçanès) inclosa a l'Inventari del Patrimoni Arquitectònic de Catalunya.

## Descripció
Masia formada per dos cossos de planta rectangular, el primer dels quals està cobert amb una teulada a una vessant i el segon amb teulat a tres vessants. Els murs són fets de pedres irregulars i morter arrebossat parcialment desaparegut. Voltant la casa hi ha diferents edificacions annexes que s'utilitzen com a corts. L'aparell constructiu dels murs denota diverses etapes constructives. A la part del darrere de la casa encara es conserven les finestres amb llinda de pedra mentre que a la part de davant les arcades i les obertures són fetes amb maons.